# Parapterosyllis sexoculata
Parapterosyllis sexoculata är en ringmaskart som beskrevs av Hartmann-Schröder 1960. Parapterosyllis sexoculata ingår i släktet Parapterosyllis och familjen Syllidae. Inga underarter finns listade i Catalogue of Life.